# Менцина
Менцина (пол. Męcina) — село в Польщі, у гміні Ліманова Лімановського повіту Малопольського воєводства.
Населення — 3248 осіб (2011).
У 1975-1998 роках село належало до Новосондецького воєводства.

## Демографія
Демографічна структура станом на 31 березня 2011 року:
|          | Загалом | Допрацездатний вік | Працездатний вік | Постпрацездатний вік |
| -------- | ------- | ------------------ | ---------------- | -------------------- |
| Чоловіки | 1624    | 392                | 1076             | 156                  |
| Жінки    | 1624    | 380                | 922              | 322                  |
| Разом    | 3248    | 772                | 1998             | 478                  |